# ماكس هيرمان (منتج أسطوانات)
ماكس هيرمان (بالإنجليزية: Max Herman)‏ هو منتج أسطوانات بريطاني، ولد في 2 أغسطس 1984 في كامبريدج في المملكة المتحدة.

## وصلات خارجية
- ماكس هيرمان على موقع IMDb (الإنجليزية)